# Nori

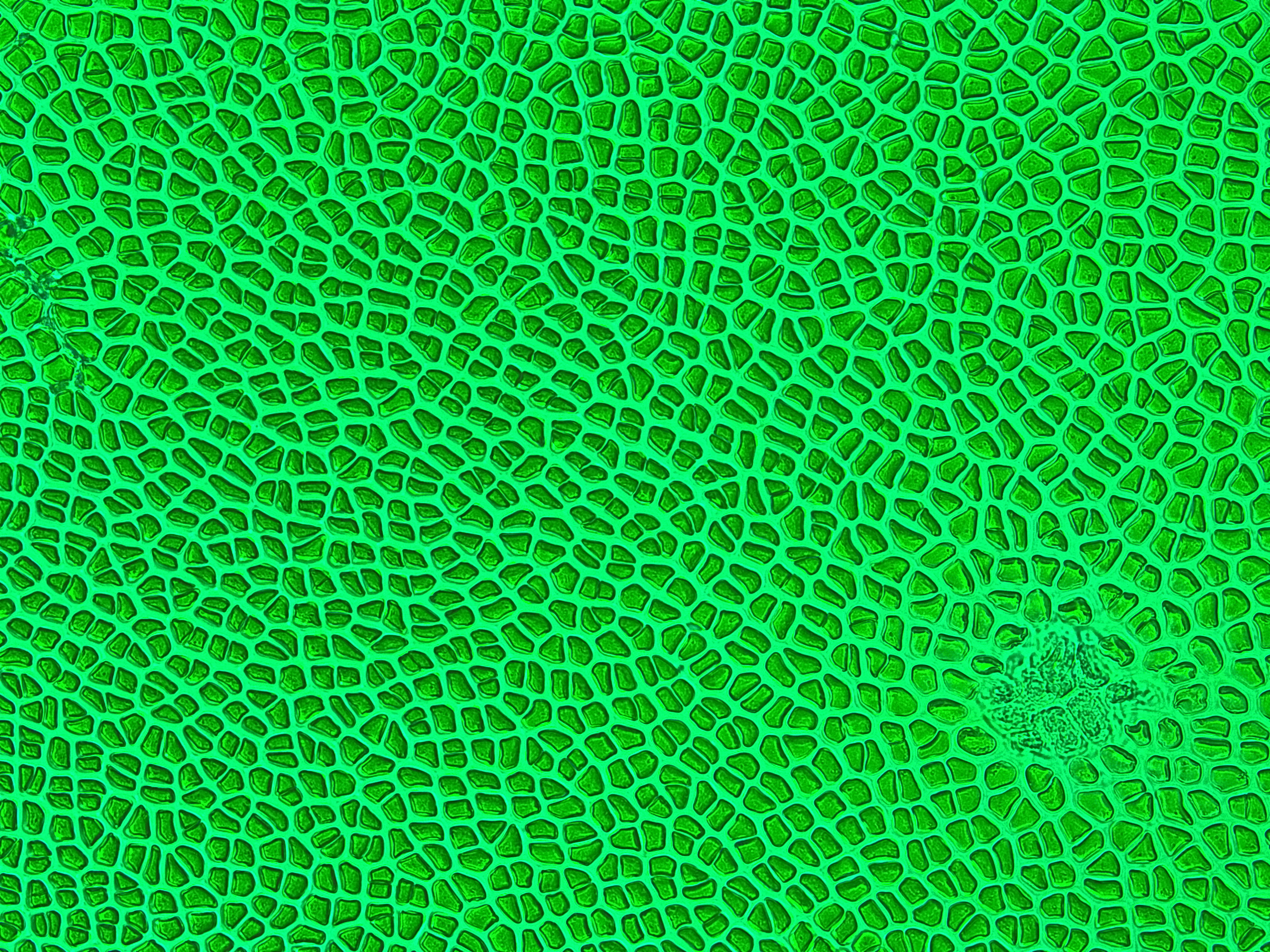
Lá nori dưới kính hiển vi, phóng to 200×

Nori (海苔 (hải đài)) là là tên tiếng Nhật của loại tảo biển ăn được thuộc giống tảo đỏ Pyropia, bao gồm P. yezoensis và P. tenera. Nó được sử dụng chủ yếu như một thành phần (dùng để gói) của sushi. Thành phẩm cuối cùng được tạo ra bằng quy trình nghiền nhỏ và sấy trên giá tương tự như sản xuất giấy.

## Lịch sử

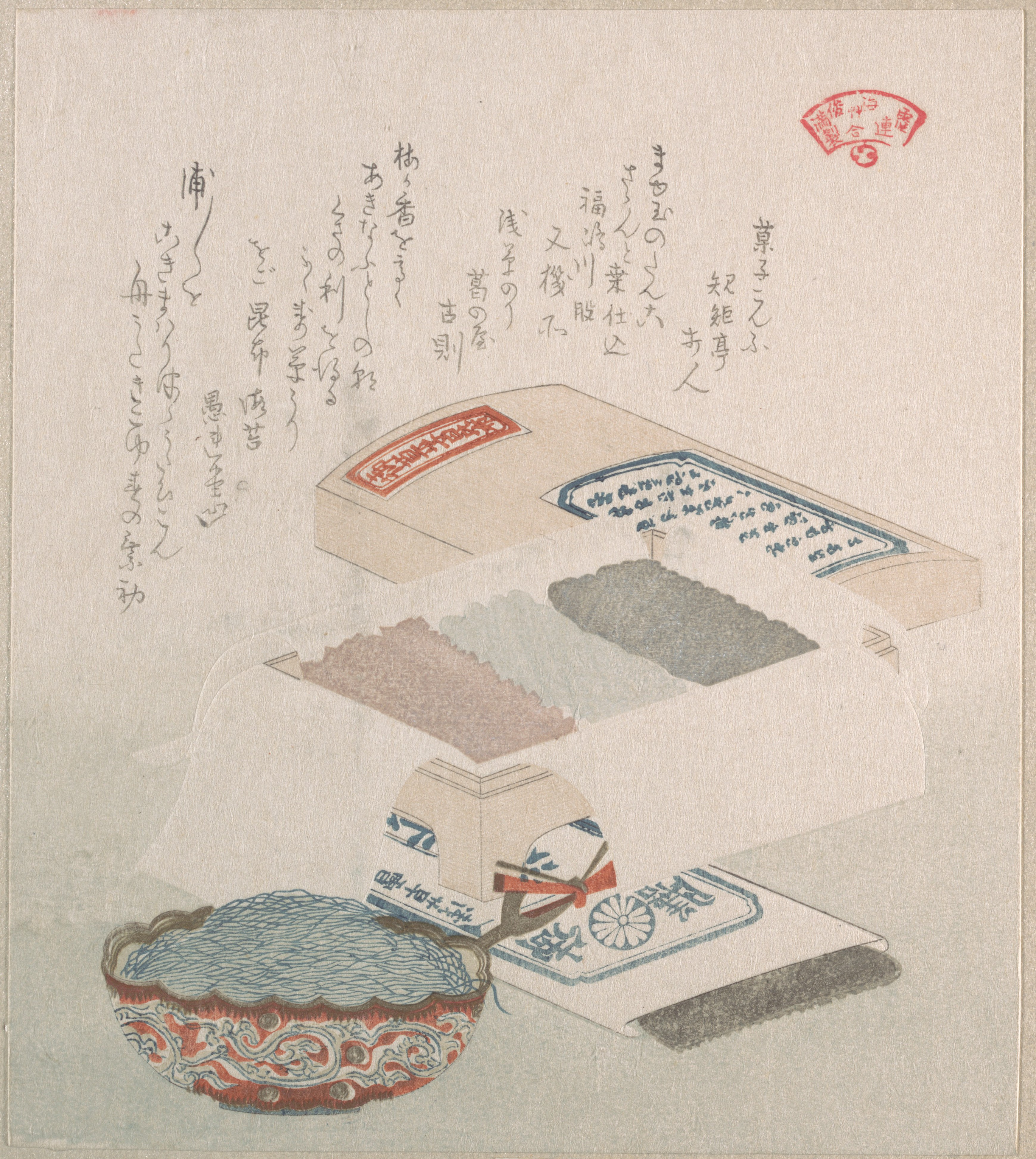
Bánh và thức ăn làm từ rong biển của Kubo Shunman, thế kỷ XIX

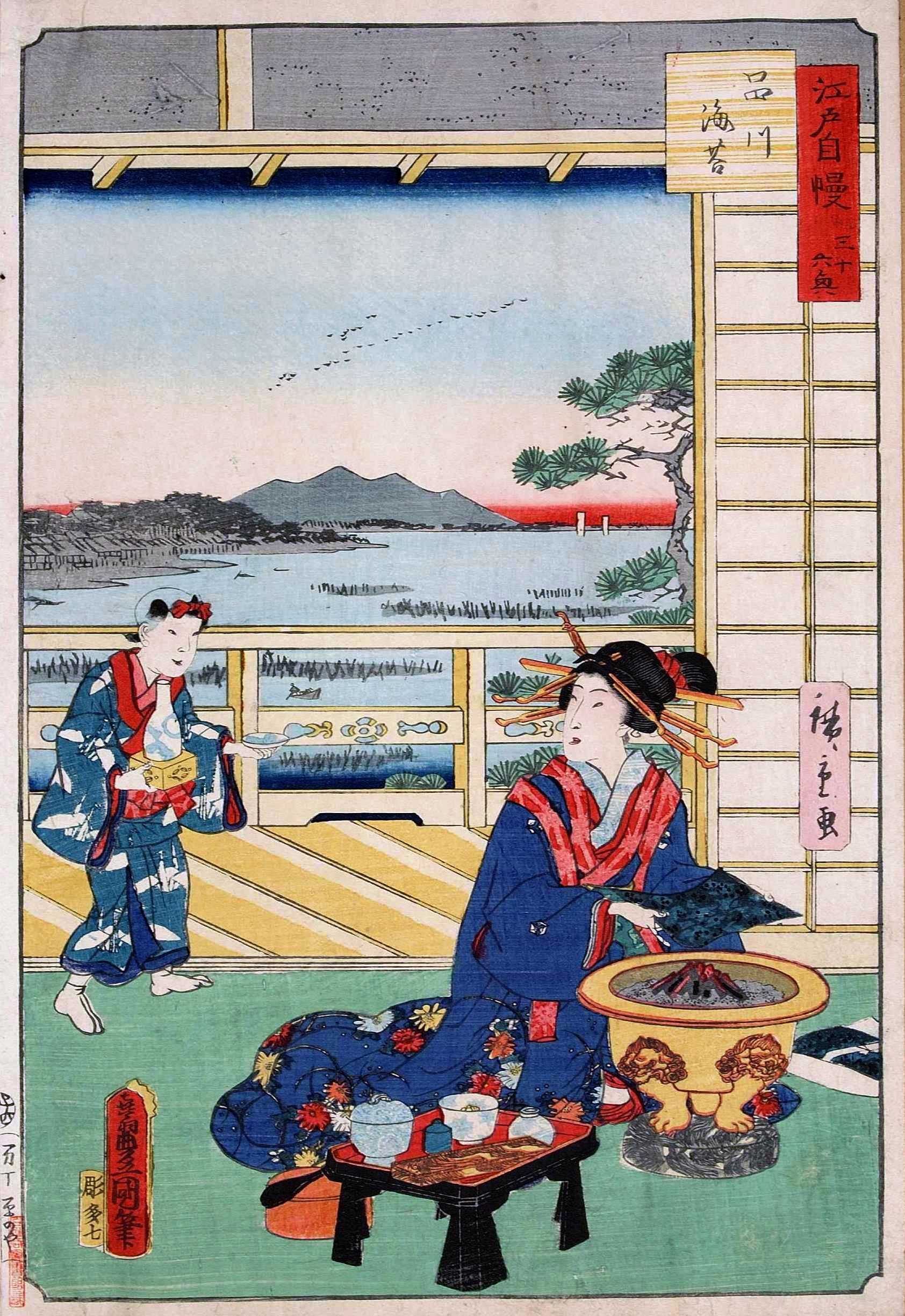
Nướng một lá nori. 1864

Ban đầu, thuật ngữ nori mang tính khái quát và dùng để chỉ các loại tảo biển, bao gồm cả hijiki. Một trong những mô tả lâu đời nhất về nori bắt đầu từ khoảng thế kỷ thứ VIII. Trong Đại Bảo luật lệnh được ban hành năm 701, nori đã được đưa vào hình thức đánh thuế. Người dân địa phương đã được mô tả là sấy khô nori ở Hitachi-fudoki (721–721), và nori được thu hoạch ở Izumo-fudoki (713–733), cho thấy nori đã được sử dụng làm thức ăn từ thời cổ đại. Trong Utsubo Monogatari, được viết khoảng năm 987, nori được công nhận là một loại thực phẩm thông dụng. Nori đã được tiêu thụ dưới dạng sốt sệt cho đến khi dạng lá ép dẹt được phát minh ra ở Asakusa, Edo (nay là Tokyo), vào khoảng năm 1750 trong thời kỳ Edo theo nguyên lý của phương pháp sản xuất giấy của Nhật Bản. Việc đề cập sớm nhất về nori Nhật Bản được ghi lại trong Bản ghi nhớ của Tam quốc di sự trong lịch sử của Triều Tiên; văn bản này, được tạo ra trong thời đại Cao Ly, ghi lại lịch sử Thời kỳ Tam quốc của lịch sử Triều Tiên từ năm 57 trước Công nguyên đến năm 668 sau Công nguyên. Cuốn sách chứa những đoạn nói rằng triều đại 
Tân La sẽ sử dụng nori cho một phần của hồi môn của họ. 
Nhân dân Triều Tiên gọi nori là kim (gim, 김). Người ta phỏng đoán rằng gim của thời kỳ này được thu hoạch từ đá và lũa chứ không phải là được trồng.
Trồng trọt là nghề nuôi trồng thủy sản lâu đời nhất ở bán đảo Triều Tiên và có một số câu chuyện từ truyền thống truyền miệng về nguồn gốc của nó. Một phiên bản kể về câu chuyện của một bà già ở Hadong, tỉnh Nam Gyeongsang, người đã phát hiện ra một khúc gỗ được bao phủ trong gim trôi xuống sông Seomjin. Điều này đã truyền cảm hứng cho cô ấy để nuôi dưỡng gim trên các cột đỡ thẳng đứng làm bằng tre. Một truyền thuyết khác nói rằng gim được đặt theo tên của Gim Yeoik người đầu tiên đã trồng gim sau khi nhìn thấy một nhánh sồi trôi dạt trong đó. Câu chuyện của Yeoik diễn ra trên đảo Taein nằm ở cửa sông Seomjin ở Gwangyang, tỉnh Nam Tân La, dưới triều đại của vua Injo.
Việc sản xuất gim ở các tỉnh Jeolla và Gyeongsang được báo cáo trong các cuốn sách từ thế kỷ 15, bao gồm Khảo sát sửa đổi và tăng cường về Địa lý của Hàn Quốc và Địa lý của tỉnh Gyeongsang. Trong những cuốn sách này, gim được đề cập như một món ngon khu vực.
Từ "nori" xuất hiện lần đầu tiên trong một ấn bản tiếng Anh trong cuốn C.P. Thunberg's Trav., xuất bản năm 1796. Nó đã được sử dụng trong dạng chia động từ là "Awa nori", có lẽ đề cập đến những gì bây giờ được gọi là aonori.
Ngành công nghiệp sản xuất nori của Nhật Bản đã bị suy thoái sau Chiến tranh thế giới thứ hai, khi Nhật Bản cần đến tất cả các loại thực phẩm có thể sản xuất được. Sự suy giảm này là do sự thiếu hiểu biết về vòng đời ba giai đoạn của cây trồng, do đó người dân địa phương không hiểu tại sao các phương pháp canh tác truyền thống lại không hiệu quả. Ngành công nghiệp này đã được giải thoát nhờ kiến thức bắt nguồn từ công việc của nhà nghiên cứu về tảo học người Anh Kathleen Mary Drew-Baker, người đã nghiên cứu sinh vật Porphyria umbilicalis, loài này phát triển trong các vùng biển quanh xứ Wales và đã được thu hoạch làm thức ăn, như ở Nhật Bản. Tác phẩm của cô được khám phá bởi các nhà khoa học Nhật Bản, những người đã áp dụng nó vào phương pháp nhân tạo để gieo hạt và trồng cây, góp phần giải cứu ngành công nghiệp. Kathleen Baker được mệnh danh là "Mẹ của biển cả" tại Nhật Bản và một bức tượng được dựng lên trong ký ức về bà; bà vẫn được tôn kính như là vị cứu tinh của ngành công nghiệp nori Nhật Bản.
Trong thế kỷ XXI, ngành công nghiệp nori của Nhật Bản đang phải đối mặt với sự suy giảm mới, do sự cạnh tranh ngày càng tăng từ các nhà sản xuất tảo biển ở Trung Quốc và Hàn Quốc và sự tăng thuế doanh thu nội địa.
Từ nori đã bắt đầu được sử dụng rộng rãi ở Hoa Kỳ, và sản phẩm này (được nhập khẩu dưới dạng khô từ Nhật Bản) đã trở nên phổ biến rộng rãi tại các cửa hàng thực phẩm tự nhiên và cửa hàng tạp hóa Á-Âu trong những năm 1960 theo phong trào thực dưỡng và trong những năm 1970 với sự gia tăng của các quán bar sushi và nhà hàng Nhật Bản.
Trong một nghiên cứu của Jan-Hendrik Hehemann, các đối tượng là hậu duệ người Nhật Bản đã được chứng minh là có thể tiêu hóa polysaccharide trong tảo biển, sau khi các vi khuẩn đường ruột phát triển enzyme từ vi khuẩn biển. Các vi khuẩn đường ruột từ các đối tượng ở Bắc Mỹ thiếu các enzym này.

## Sản xuất

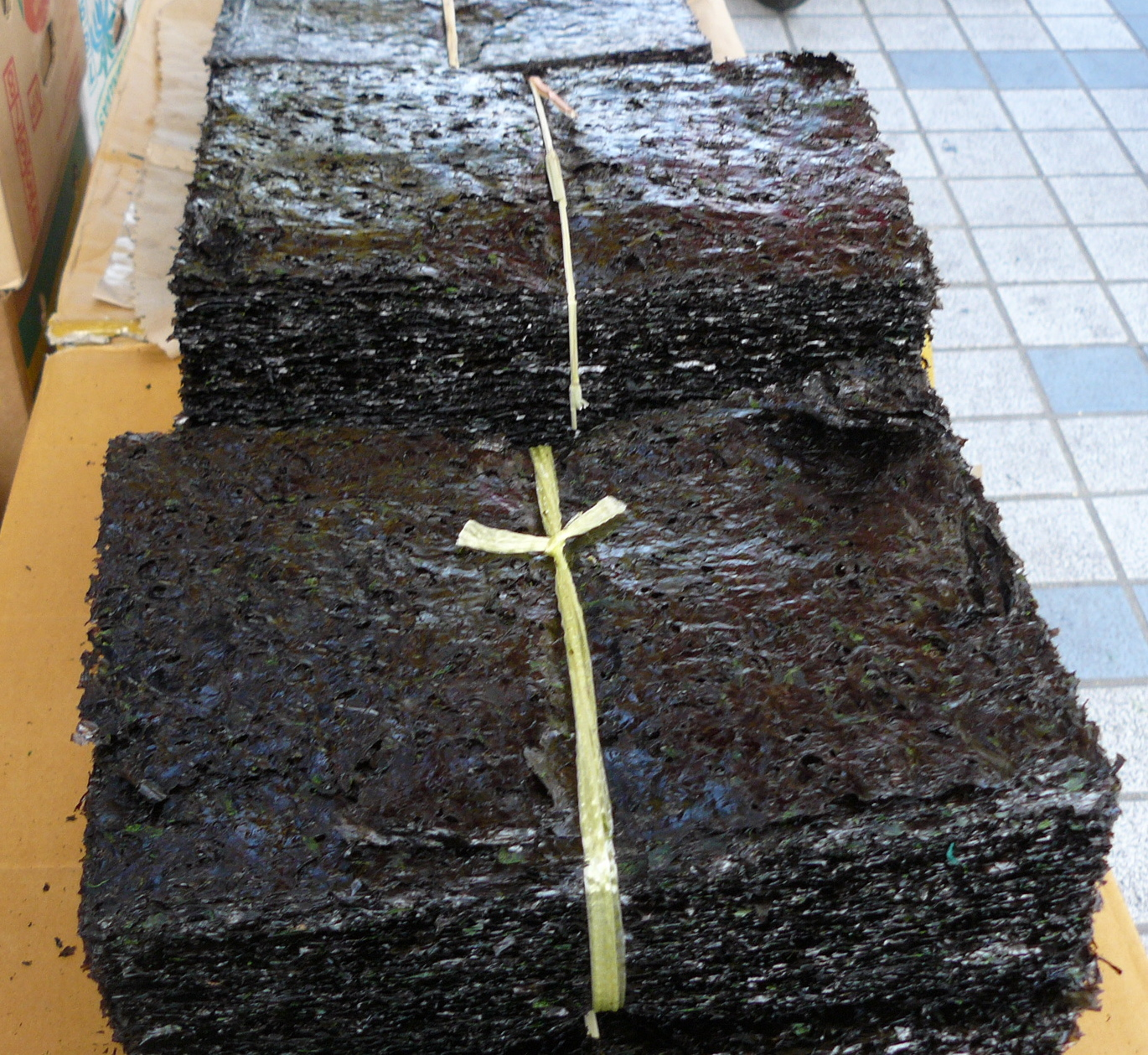
Một xấp lá nori được bán ở một chợ ở Okinawa

Việc sản xuất và chế biến nori là một hình thức nông nghiệp tiên tiến. Đặc tính sinh học của Pyropia, mặc dù phức tạp, được hiểu một cách tường tận, và kiến thức này được sử dụng để kiểm soát quá trình sản xuất. Quá trình nuôi trồng diễn ra trên biển, nơi mà các cây Pyropia phát triển được gắn với lưới nổi lơ lửng trên mặt nước biển và là nơi mà người nông dân vận hành bằng các loại tàu thuyền. Các cây này mọc nhanh, cần khoảng 45 ngày từ lúc "gieo hạt" cho đến vụ thu hoạch đầu tiên. Nhiều vụ thu hoạch có thể thu được chỉ từ một lần gieo hạt duy nhất, thông thường sau mỗi khoảng mười ngày tạm nghỉ. Quá trình thu hoạch được thực hiện bằng cách sử dụng máy thu hoạch cơ khí theo một loạt các cấu hình khác nhau. Quá trình xử lý sản phẩm thô chủ yếu được thực hiện bởi các máy móc có độ tự động hóa cao, sao chép một cách chính xác các bước chế biến thủ công truyền thống, nhưng với hiệu quả và tính nhất quán được tăng cường. Sản phẩm cuối cùng có dạng miếng đen, khô và mỏng như giấy, có kích thước xấp xỉ 18 cm × 20 cm (7 in × 8 in) và nặng khoảng 3 gam (0,11 oz).
Một số loại nori có mặt ở Hoa Kỳ. Các loại phổ biến nhất và ít đắt đỏ nhất được nhập khẩu từ Triều Tiên, có giá khoảng sáu cent mỗi lá. Ở mức độ cao cấp, khoảng giá có thể lên tới 90 cent mỗi lá, là loại "shin-nori tinh tế" (nori từ vụ thu hoạch đầu tiên trong năm) được trồng ở Biển Ariake, ngoài khơi đảo Kyushu ở Nhật Bản.
Tại Nhật Bản, hơn 600 kilômét vuông (230 dặm vuông Anh) diện tích mặt nước ven biển được dành cho việc sản xuất 350.000 tấn (340.000 tấn Anh) nori, trị giá hơn một tỷ đô la. Trung Quốc đóng góp khoảng một phần ba số tiền này.

## Sử dụng

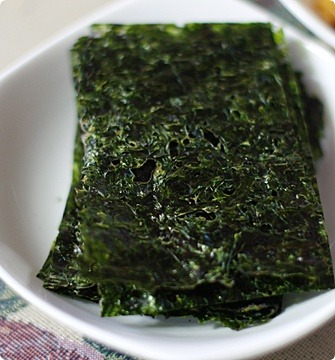
Một miếng nori nhỏ, thường dùng làm cơm nắm onigiri hay ăn liền cùng các món khác

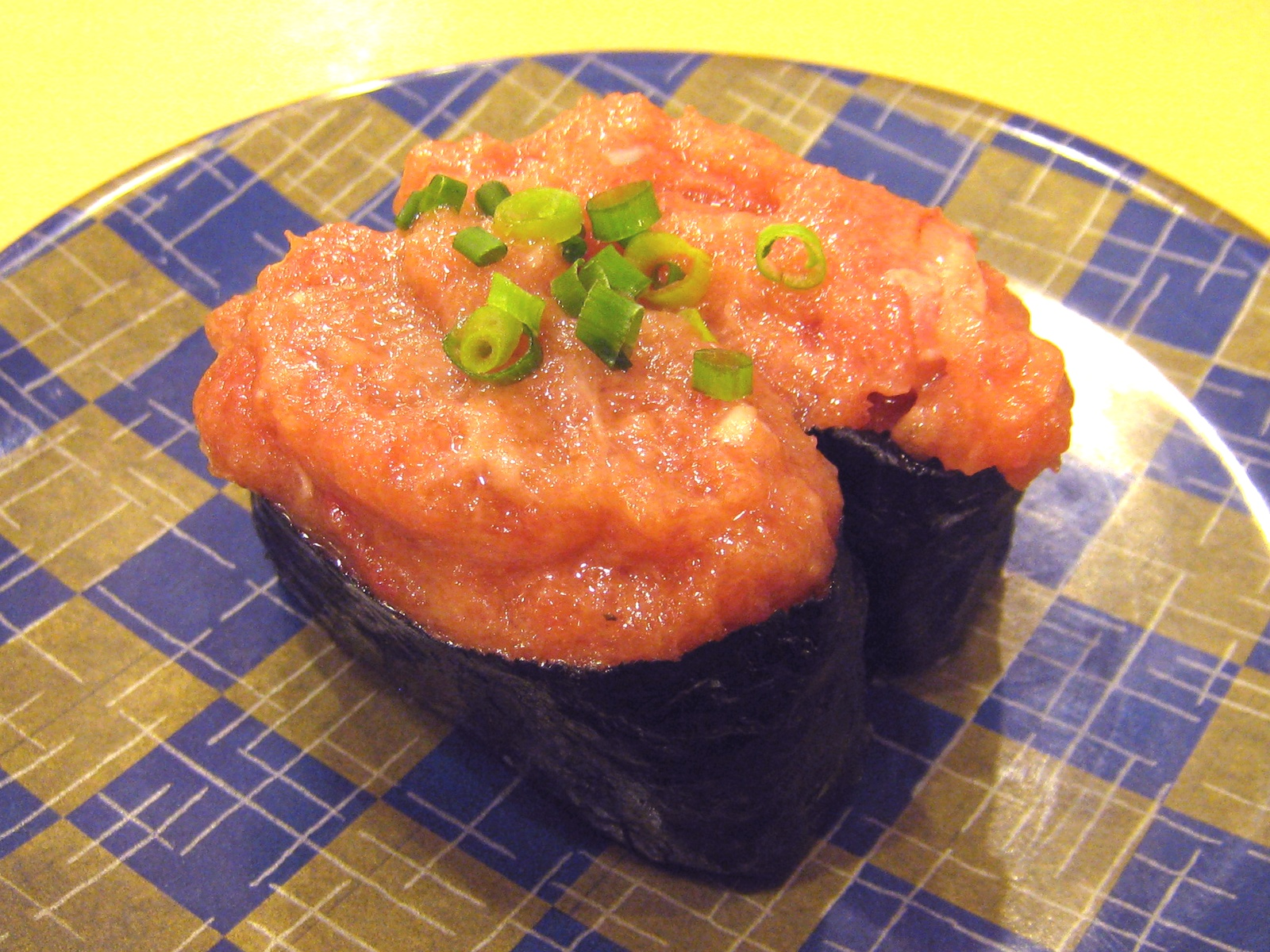
Negitoro gunkanmaki (葱トロ軍艦巻き)

Nori thường được sử dụng như một nguyên liệu gói cho sushi và onigiri. Nó cũng là một thức ăn rắc kèm hoặc gia vị trong các món mỳ và súp. Nó rất thường được nướng trước khi sử dụng (yaki-nori). Một sản phẩm thứ cấp phổ biến là nori nướng và được thêm gia vị (ajitsuke-nori), trong đó một hỗn hợp gia vị (có nhiều kiểu hỗn hợp, nhưng điển hình là nước tương, đường, sake, mirin, và gia vị kèm theo) được áp dụng kết hợp với quá trình nướng. Nó cũng được ăn bằng cách tạo thành dạng sốt vị nước tương, nori no tsukudani (海苔の佃煮).
Nori đôi khi được sử dụng như một dạng trang trí thực phẩm.
Một sản phẩm liên quan, được chuẩn bị từ tảo xanh lá cây không liên quan Monostroma và Enteromorpha, được gọi là aonori (青海苔, nghĩa là nori xanh lục/lá cây) và được sử dụng như rau gia vị trong các món ăn hàng ngày, chẳng hạn như okonomiyaki,yakisoba, bánh giầy mochi hay sản xuất
bánh gạo Senbei (海苔煎餅), làm bánh trôi dango (海苔団子) và sản xuất bim bim (ワルのりスナック hay 海苔スナック).
Vì các tấm nori dễ dàng hấp thụ nước từ không khí và làm xuống cấp thực phẩm, chất hút ẩm không thể thiếu khi cất giữ trong bất kỳ thời gian đáng kể nào.
Ở Hàn Quốc, nori được gọi là lá kim (gim) (Hangul: 김), nhưng lá gim không được ngon và chất lượng như nori của Nhật. Do chứa dầu ô liu trên lá nó dễ bị ỉu và không còn độ giòn, chính vì vậy nori Nhật càng để lâu và giữ trong môi trường thoáng khí nó vẫn nguyên vẹn độ khô cứng, nên việc cuốn sushi rất dễ dàng.

## Giá trị dinh dưỡng
Trong khi tảo biển có tỷ lệ iod cao nhất trong các loại thức ăn, Pyropia yezoensis có hàm lượng ít hơn các loại tảo biển khác; nó vẫn là một nguồn cung cấp iod tuyệt vời.
Mặc dù nori từ lâu đã được coi là một nguồn cung cấp vitamin B12 quan trọng cho người ăn chay, vitamin B12 của nó thực sự không khả dụng về mặt sinh học đối với con người. Nó có thể chứa các chất tương tự cobalamin ngăn chặn sự hấp thụ B12. Một nghiên cứu cho thấy ở người, cả nori khô và thô đều làm giảm vai trò của vitamin B12.